# Канарски острови
Канарските острови са архипелаг в Атлантическия океан и една от автономните области на Испания. Разположени са на 100 – 120 km от брега на Африка и са испанско владение от 1405 г. Името им идва от порода кучета, селектирана за охрана на каторжници. Според легендата на коренните жители, на връх Тейде живее богът, родител на седемте острова. Сянката, която Тейде хвърля, е 200 километра навътре в океана. Площта им е 7447 км². Най-големият остров е и най-населеният (Тенерифе). Най-голям град е Лас Палмас де Гран Канария. Важна транзитна база (пристанището на Санта Крус де Тенерифе и Пуерто де Лас Палмас).

## История
Преди завладяването на Канарските острови от испанците, островите са обитавани от берберски племена (щанцес), дошли от Северна Африка. Основен поминък е бил скотовъдство, риболов и отглеждане на зърнени култури.

През 1494 г. – неуспешен опит (клането при Матанза) и последващо завладяване на Тенерифе от испанците, начело с Алонсо Фернандес, при Санта Крус.

На 29 септември 1496 г. се подписва мирен договор в Лос Реалехос. Местните вождове официално се предават и приемат католическата религия.

## Географска характеристика
Канарските острови са разположени на 100 – 120 km от бреговете на Африка. Състоят се от 7 големи и множество малки островчета с обща площ 7447 km². Изградени са предимно от базалти и има много угаснали и действащи вулкани на островите Тенерифе, Ла Палма, Лансароте. Най-висока точка е действащият вулкан Тейде (3718 m), издигащ се на остров Тенерифе и явяващ се най-високата точка на Испания. Климатът е тропичен, пасатен умерено топъл и сух. Годишната сума на валежите е 300 – 500 mm. По склоновете на вулканите са разпространени вечнозелени храсти и гори. В състава на флората на островите има множество ендемични видове (драконово дърво, канарска финикова палма, канарски бор). В големи плантации се отглеждат банани, зърнени култури, картофи, цитрусови култури, тютюн, лозя, бобови култури. Отглеждат се кози, овце и едър рогат добитък. Древен поминък е риболовът. През последните години е основна туристическа дестинация на Испания. Важна транзитна морска база в Атлантическия океан.
| Климатични данни за Санта Круз, Канарски острови | Климатични данни за Санта Круз, Канарски острови | Климатични данни за Санта Круз, Канарски острови | Климатични данни за Санта Круз, Канарски острови | Климатични данни за Санта Круз, Канарски острови | Климатични данни за Санта Круз, Канарски острови | Климатични данни за Санта Круз, Канарски острови | Климатични данни за Санта Круз, Канарски острови | Климатични данни за Санта Круз, Канарски острови | Климатични данни за Санта Круз, Канарски острови | Климатични данни за Санта Круз, Канарски острови | Климатични данни за Санта Круз, Канарски острови | Климатични данни за Санта Круз, Канарски острови | Климатични данни за Санта Круз, Канарски острови |
| Месеци                                           | яну.                                             | фев.                                             | март                                             | апр.                                             | май                                              | юни                                              | юли                                              | авг.                                             | сеп.                                             | окт.                                             | ное.                                             | дек.                                             | Годишно                                          |
| Средни максимални температури (°C)               | 21,0                                             | 21,2                                             | 22,1                                             | 22,7                                             | 24,1                                             | 26,2                                             | 28,7                                             | 29,0                                             | 28,1                                             | 26,3                                             | 24,1                                             | 22,1                                             | 24,6                                             |
| Средни температури (°C)                          | 18,2                                             | 18,3                                             | 19,0                                             | 19,7                                             | 21,0                                             | 22,9                                             | 25,0                                             | 25,5                                             | 24,9                                             | 23,4                                             | 21,3                                             | 19,4                                             | 21,5                                             |
| Средни минимални температури (°C)                | 15,4                                             | 15,3                                             | 15,9                                             | 16,5                                             | 17,8                                             | 19,5                                             | 21,2                                             | 21,9                                             | 21,7                                             | 20,3                                             | 18,4                                             | 16,6                                             | 18,4                                             |
| Средни месечни валежи (mm)                       | 31,5                                             | 35,4                                             | 37,8                                             | 11,6                                             | 3,6                                              | 0,9                                              | 0,1                                              | 2,0                                              | 6,8                                              | 18,7                                             | 34,1                                             | 43,2                                             | 225,7                                            |
| Средно месечно количество слънчеви часове        | 178                                              | 186                                              | 221                                              | 237                                              | 282                                              | 306                                              | 337                                              | 319                                              | 253                                              | 222                                              | 178                                              | 168                                              | 2887                                             |
| ------------------------------------------------ | ------------------------------------------------ | ------------------------------------------------ | ------------------------------------------------ | ------------------------------------------------ | ------------------------------------------------ | ------------------------------------------------ | ------------------------------------------------ | ------------------------------------------------ | ------------------------------------------------ | ------------------------------------------------ | ------------------------------------------------ | ------------------------------------------------ | ------------------------------------------------ |
| Източник: Agencia Estatal de Meteorología        |                                                  |                                                  |                                                  |                                                  |                                                  |                                                  |                                                  |                                                  |                                                  |                                                  |                                                  |                                                  |                                                  |

## Съставни острови
Канарските острови са съставени от седем основни (и множество по-малки) острова, както следва, по големина:

### Тенерифе
С площ от 2034 км², Тенерифе е най-големият остров от архипелага на Канарските острови, а също и най-населеният остров в Испания (904 713 души през 2018 г). На територията му се намира и най-високият връх в Испания – Тейде (3718 м.) При ясно време, от върха на кратера на Тейде могат да се видят всички останали острови от групата, както и бреговете на Африка. Към администрацията на Тенерифе спадат островите Ел Йеро, Ла Палма и Ла Гомера. Именно тук, в столицата Санта Крус де Тенерифе се намира парламентът на автономна област Канарски острови.

### Фуертевентура
Фуертевентура е най-дългият от Канарските острови и втори по големина, но в същото време и един от по-слабо населените (113 275 души – 2018 г.). За сметка на това, туристическото присъствие е значително – посещава се от над 2 млн. туристи годишно. Островът изумява с обширните си пясъчни плажове и красиви пустинни гледки. Именно тук са заснети два от епизодите на сагата „Междузвездни войни“. Фуертевентура се намира само на 90 километра от африканския бряг. Старото му име през 15 век е било Erbane, а настоящото произлиза от силните ветрове, с които е известен островът.

### Гран Канария
Гран Канария е вторият най-населен остров от архипелага след Тенерифе. На него се намира и най-големият град на Канарските острови, а именно Лас Палмас де Гран Канария (846 717 души – 2018 г.). Площта му е 1560 км².

### Лансароте
Лансароте е най-източният от Канарските острови с население 149 183 души (2018 г). На остров Лансароте се намира и националният парк Тиманфая. Посещаван предимно от туристи от САЩ и Канада. Площта е 845 км².

### Ла Палма
Ла Палма е остров, който заедно с El Herro и La Gomera принадлежи към провинция Санта Крус де Тенерифе. Старото име на острова е San Migel De la Palma. През 2002 година островът е обявен за Биосферен резерват на ЮНЕСКО. Това е най-зеленият остров от всички в групата. Площта му е 708 км².

### Ла Гомера
Ла Гомера е един от седемте Канарски острова, както и един от най-слабо населените (едва 21 136 души през 2018 г.). Столицата е Сан Себастиян де Ла Гомера. Има вътрешно летище в южния град Сантяго. Това е единственият от Канарските острови, който не е бил и не е вулкан. Паркът на острова се казва Гарахонай на името на принцеса Хонай и принц Гара и е под закрилата на ЮНЕСКО. Там могат да се срещнат папрати, останали непокътнати в развитието си от времето на динозаврите.
Освен редовите съботно-неделни фиести, като празник се тачи и Карнавалът на Канарските острови, който всяка година има различна и интересна тема. А веднъж на пет години се празнува Lustrales на св. Гуадалупе – жената, донесла християнската религия от Африка. Празникът е свързан с нескончаеми фиести в продължение на месец, които завършват с религиозно посрещане и изпращане на статуята на светицата, както и с магичен светлинен театър в океана. В този период гостите на острова достигат близо милион, хотелите и частните квартири са претъпкани, голяма част от туристите отсядат на Тенерифе и пътуват всеки ден с ферибот до Ла Гомера.
Учениците на Ла Гомера имат специален час по свирене с уста (silba) в началното училище. Преди години този начин на общуване е бил много разпространен на острова. Има възрастни хора, които „разговарят“ чрез свирене с уста. Гомерците, като всички канарци, изключително много държат на традициите си. По време на религиозните и светски фиести местните обличат народните си носии и така ходят на работа. Във всеки магазин може да се купи типична народна носия, като размерите са от бебета до възрастни.
Островът заема площ от 378 км² и е известен преди всичко с девствената си природа.

### Ел Йеро
Ел Йеро е най-западният остров от архипелага, като главен град е Балберде (10 798 души през 2018 г.). Площта му е 268 км². Това е най-младият от островите (1,2 милиона години, но вулканът е сред най-старите на островите). Ел Йеро е вулканичен остров като останалите, но е изключително красив и зелен. Природата му е уникална и изключително богата. Животинският свят тук е доста ограничен. Срещат се зайци, гущери и много хлебарки с огромни размери.
Името на острова идва от езика на коренните жители на островите гуанчи и се е наричал Hero или Ecero. По-късно се заменя с кастелянската дума El Herro (в превод ковачница). Местните, като гомерците, са използвали свиренето с уста за общуване.